# Plomo (IV)
El plomo (IV) es un estado de oxidación en que se encuentra el plomo en numerosos compuestos. A diferencia del plomo (II), no se encuentra libre como catión ni en medios muy ácidos por su alta inestabilidad debida al alto valor de su relación carga/masa.

## Presencia en compuestos inorgánicos
Algunos de los compuestos inorgánicos en los que se encuentra son:
- PbO2, óxido de plomo(IV)
- Pb2IIPbIVO4, ortoplumbato plumboso
- PbCl62-, hexacloroplumbato(IV)
- Pb(C2H5)4, tetraetilo de plomo

## Presencia en compuestos orgánicos
Ocasionalmente, puede ser encontrado unido mediante enlaces simples a átomos de carbono en compuestos orgánicos.

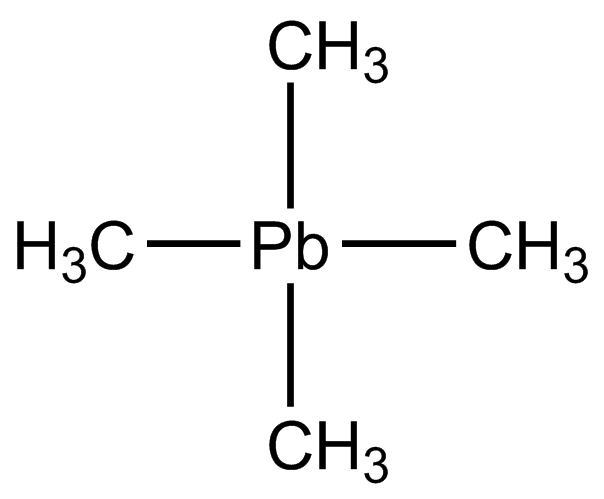
Tetrametilplumbano
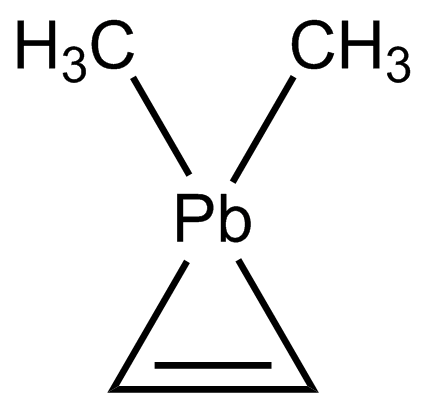
1,1-dimetil-1H-plumbireno
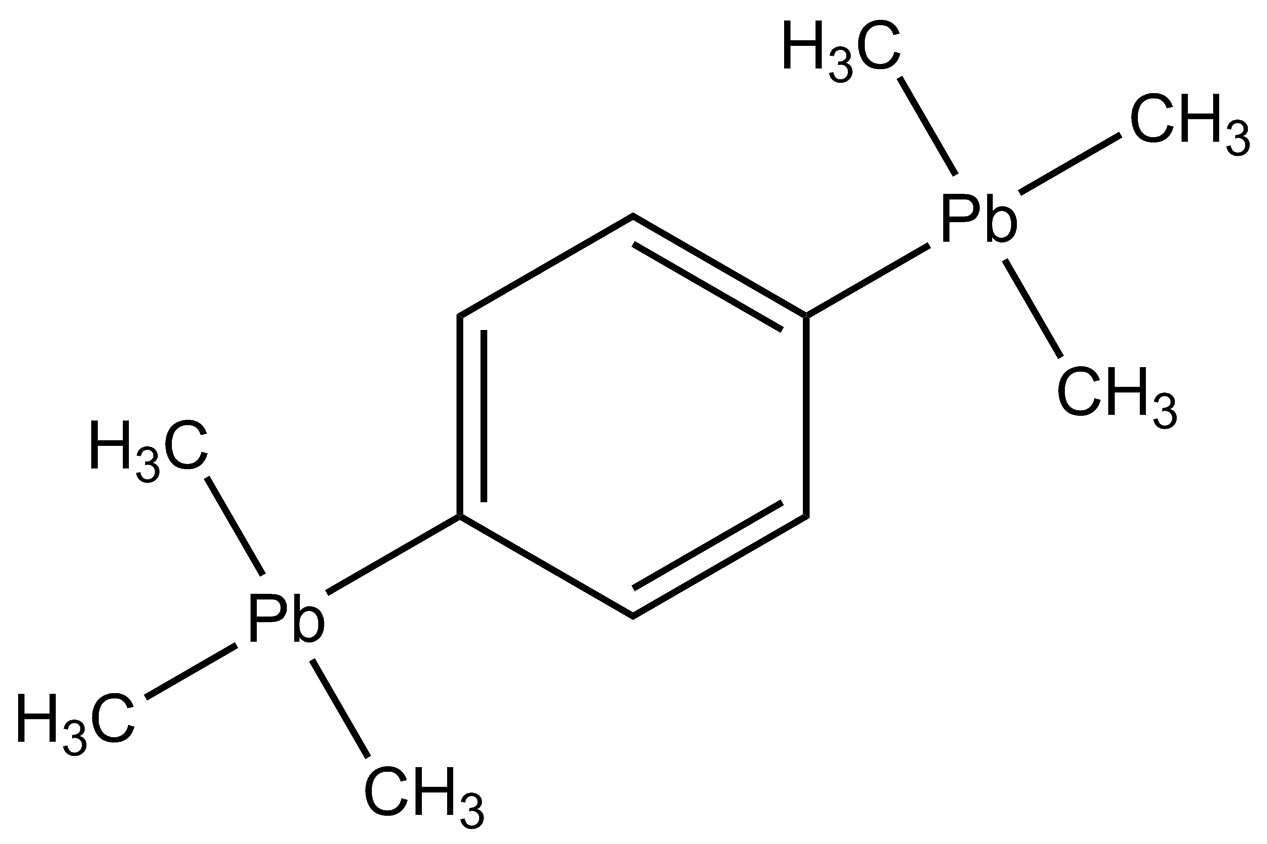
1,4-bis(trimetilplumbil)benceno